# Nomaglio
Nomaglio is een gemeente in de Italiaanse provincie Turijn (regio Piëmont) en telt 336 inwoners (31-12-2004). De oppervlakte bedraagt 3,1 km², de bevolkingsdichtheid is 108 inwoners per km².

## Demografie
Nomaglio telt ongeveer 172 huishoudens. Het aantal inwoners daalde in de periode 1991-2001 met 7,5% volgens cijfers uit de tienjaarlijkse volkstellingen van ISTAT.
| Jaar | Inwoneraantal |
| ---- | ------------- |
| 1991 | 360           |
| 2001 | 333           |

## Geografie
Nomaglio grenst aan de volgende gemeenten: Settimo Vittone, Andrate, Borgofranco d'Ivrea.
1. ↑  https://demo.istat.it/?l=it.